# فراضیه
فراضیه (به عربی: الفراضیة) روستایی فلسطینی، واقع در ۸ کیلومتری جنوب غرب صفد بود.